# Saint-Pierre-es-Champs

Saint-Pierre-es-Champs este o comună în departamentul Oise, Franța. În 1 ianuarie 2022 avea o populație de 679 de locuitori.